# Zoom, a fehér delfin
A Zoom, a fehér delfin (eredeti címén Oum Le Dauphin Blanc) francia televíziós 2D-s számítógépes animációs sorozat. Franciaországban a TF1, míg Magyarországon a Minimax mutatta be, később az M2 is sugározza.

## Szereplők
| Szereplő      | Eredeti hang | Magyar hang        | Leírás |
| ------------- | ------------ | ------------------ | ------ |
| Zoom          |              | (saját hangján)    |        |
| Yann          |              | Szalay Csongor     |        |
| Marina        |              | Molnár Ilona       |        |
| Auro          |              | Molnár Levente     |        |
| Timeti        |              | Bogdányi Titanilla |        |
| Patrick bácsi |              | Barbinek Péter     |        |

- További magyar hangok: Faragó András, Jakab Csaba (Van Gorg), Kapácsy Miklós, Papucsek Vilmos, Szórádi Erika

## Epizódok
| #   | Magyar cím             | Eredeti cím                      | Magyar premier    | Eredeti premier |
| --- | ---------------------- | -------------------------------- | ----------------- | --------------- |
| 1.  | A lagúna sellője       | La Sirène du Lagon               | 2015. április 13. |                 |
| 2.  | Az elveszett teknőc    | La Tortue disparue               | 2015. április 14. |                 |
| 3.  | A fekete gyöngy        | La Perle Noire                   | 2015. április 15. |                 |
| 4.  | A beavatás             | Les Jeux Polynésieus             | 2015. április 16. |                 |
| 5.  | A Ma'o Mauri akció     | Operation Ma'o Mauri             | 2015. április 17. |                 |
| 6.  | A hajóroncs            | Le Galion Englouti               | 2015. április 18. |                 |
| 7.  | A rája megmentése      | SOS Mantin                       | 2015. április 19. |                 |
| 8.  | Az óceán túlélője      | Seule au monde                   | 2015. április 20. |                 |
| 9.  | Az ellopott Tiki       | Le Tiki Volè                     | 2015. április 21. |                 |
| 10. |                        |                                  | 2015. április 22. |                 |
| 11. | A talizmán             | Le Talisman                      | 2015. április 23. |                 |
| 12. | Maeva vacsorája        | Le Festin de Maeva               | 2015. április 24. |                 |
| 13. | Aglaglea               | Aglaglea                         | 2015. április 25. |                 |
| 14. | Tupapau                | Tupapau es-tu là!                | 2015. április 26. |                 |
| 15. | Kicsi Zoom             | Petrit oum                       | 2015. április 27. |                 |
| 16. | A déli-tenger festője  | Le Peintre des Mers du Sud       | 2015. április 28. |                 |
| 17. | A nagy vacsora         | Les Pècheurs du Dimanche         | 2015. április 29. |                 |
| 18. | Igor                   | Igor                             | 2015. április 30. |                 |
| 19. | A színfalak mögött     | L'envers du dècor                | 2015. május 1.    |                 |
| 20. | Patrick bácsi szerelme | Une amoureuse pour Oncle Patrcik | 2015. május 2.    |                 |